# Bernardino Daza

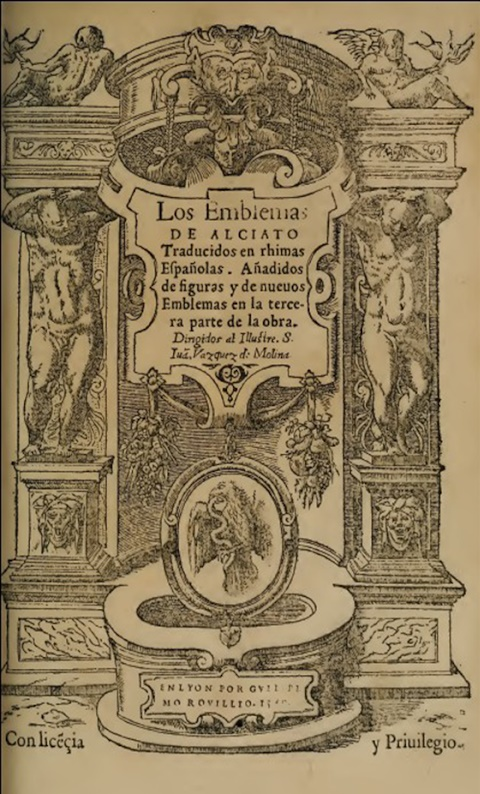
Portada de Los Emblemas de Alciato Traducidos en rhimas Españolas, Guilielmo Rouillio, Lyon, 1549.

Bernardino Daza Pinciano (Valladolid, 1528-después de 1576) fue un jurista español, primer traductor al castellano de los Emblemas de Andrea Alciato.
Hermano menor del cirujano Dionisio Daza Chacón, Bernardino Daza, llamado Pinciano, fue bautizado el 19 de diciembre de 1528. Tras obtener en 1547 el grado de bachiller pasó algunos años en Francia por adelantar en los estudios en ambos derechos, según declaraba en la carta a Juan Vázquez de Molina con la que le dirigía su traducción de la obra de Alciato. Licenciado en leyes por la Universidad de Valladolid en 1555 y doctor en ambos derechos un año más tarde, se sabe que ejerció de abogado en la Chancillería de Valladolid y que antes de 1576 —última fecha de la que se tiene noticia— era catedrático de su universidad. Estuvo casado con Isabel de Ávalos, que tenía propiedades en Extremadura, con la que tuvo al menos un hijo, bautizado en 1575.
En 1549 salió en Lyon su traducción del Liber emblematum de Andrea Alciato en rimas españolas, editada por Guillaume Rouillé y su impresor, Macé Bonhomme, con dos impresiones sin apenas variaciones. Según explicaba el propio Daza en la carta a Vázquez de Molina y en la prefación a sus amigos, antes de enfrentarse a la traducción, urgido por sus editores, había trabajado ya sobre la obra de Alciato, acerca de la que había escrito unos comentarios en latín, Enarraciones latinas, de los que no se tienen otras noticias, pero habiendo caído en sus manos un ejemplar de los Emblemata corregido y aumentado con anotaciones del propio Alciato, creyó poder disponer de una edición última y completa de modo que no le ocurriese lo que a las Quiliadas de Erasmo, tantas veces ampliadas que «quien tenía de las primeras Quiliadas no tenía Quiliadas». De su traducción en «coplas a la italiana» —principalmente octavas reales, con algunos sonetos y tercetos— tras haber intentado una traducción palabra por palabra y verso por verso, decía haber preferido parecer más «licencioso que supersticioso traductor», viendo el mal efecto que en castellano hacía la traducción literal, «y que tampoco consistía en esto el officio del buen intérprete». Prometía por último una traducción de los emblemas al griego de la que tampoco se tiene otra noticia.
Preparó también una edición del Corpus iuris civilis de Justiniano con su traducción al castellano: Las Instituciones imperiales (o Principios del Derecho Civil), primera edición en Tolosa (Toulouse) por Guion Bodauila (Guy de Boudeville), 1551, reeditada en Salamanca en 1627 y en Madrid, en 1723, esta última edición con el título Institutiones D. Iustiniani Ss. Princ. libri IV, Las instituciones imperiales, o Principios del derecho civil, en Latín, y Romance; traducidas por Bernardino Daza.